# Nicklas Grossman
Nicklas Grossmann (Nacka, 22 gennaio 1985) è un hockeista su ghiaccio svedese.

## Palmarès

### Mondiali
- 2 medaglie:
  - 1 argento (Slovacchia 2011)
  - 1 bronzo (Svizzera 2009)